# Onthophagus xanthopterus
Onthophagus xanthopterus là một loài bọ cánh cứng trong họ Bọ hung (Scarabaeidae).